# Koninklijk Conservatorium Antwerpen

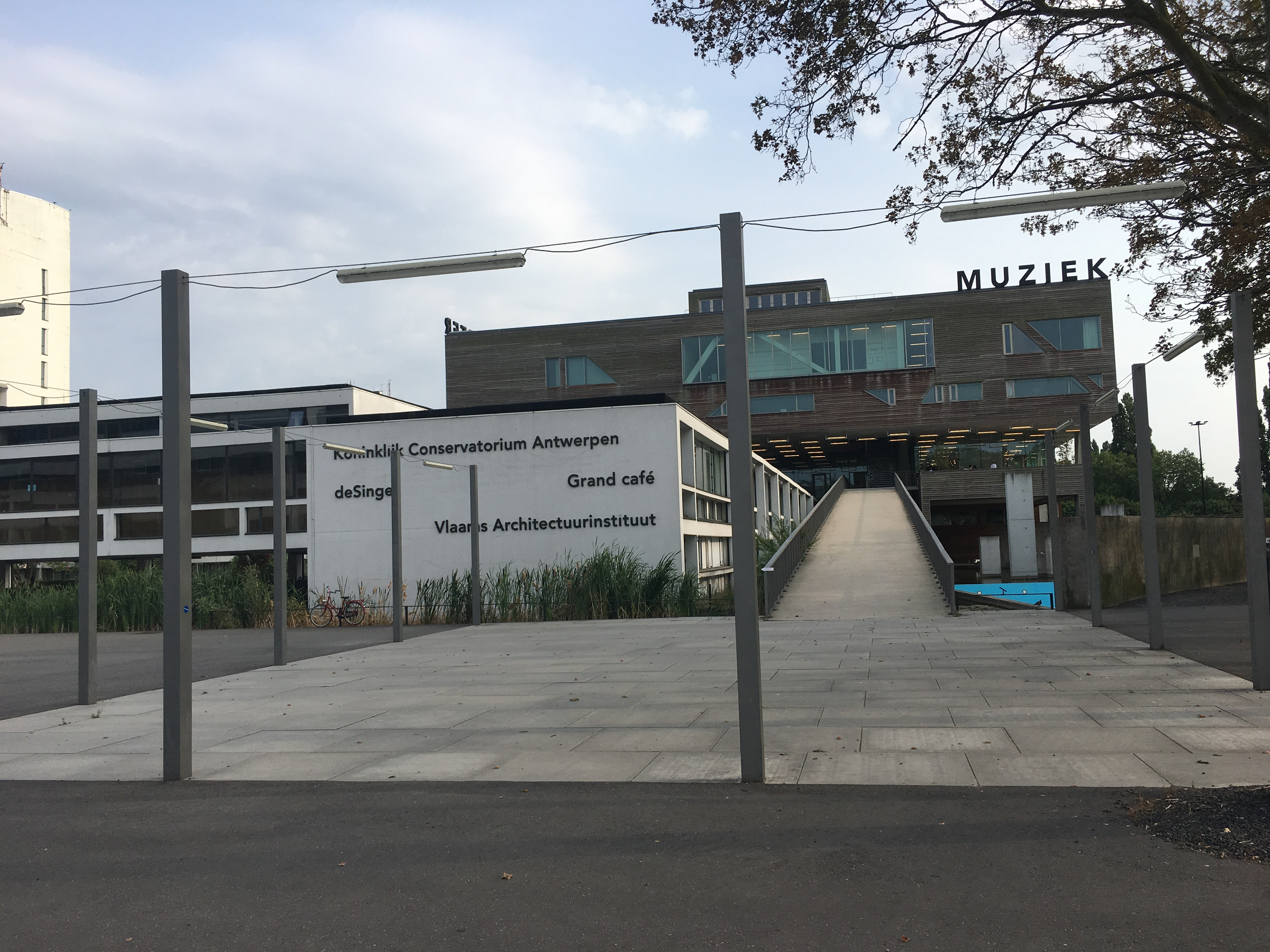
Koninklijk Conservatorium Antwerpen

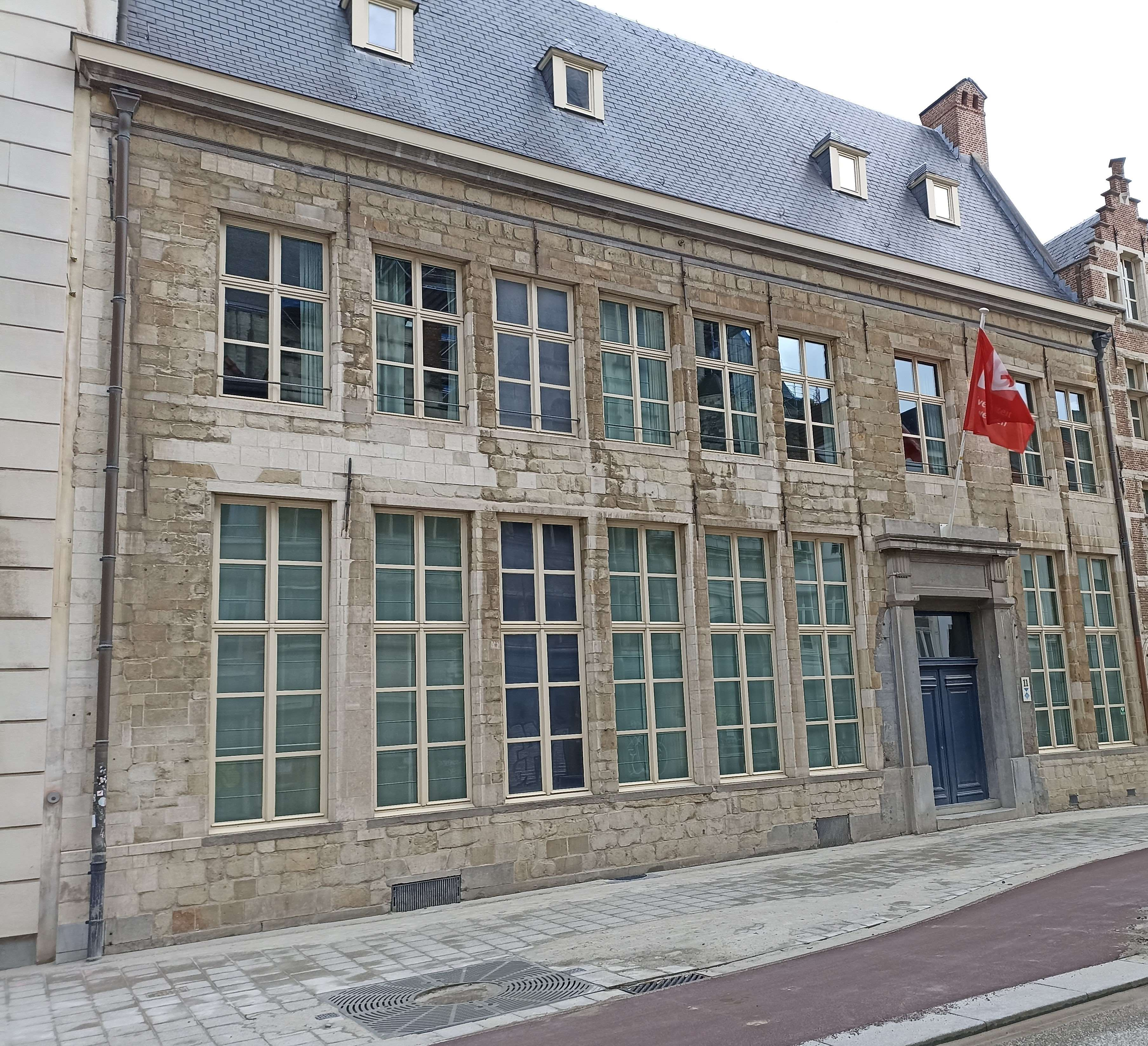
St. Jacobsmarkt, 11 - Locatie Conservatorium vanaf de oprichting tot 1968

Het Koninklijk Conservatorium Antwerpen, School of Arts van de AP Hogeschool Antwerpen, organiseert opleidingen voor musici en podiumkunstenaars. Naast de opleidingen dans, drama en muziek biedt het Conservatorium ook een opleiding aan voor leraars muziek, drama of dans. De naam is een voortzetting van het voormalige Koninklijk Vlaams Conservatorium Antwerpen, dat bij zijn ontstaan in 1898 de eerste instelling voor hoger onderwijs in België was met het Nederlands als voertaal.
In 1995 werden het Antwerpse Conservatorium, het Hoger Instituut voor Dramatische Kunst-Studio Herman Teirlinck en het Hoger Instituut voor dans en danspedagogie samengevoegd in het departement Dramatische Kunst, Muziek en Dans van de Antwerpse Hogeschool. Vanaf oktober 2008 heette dit departement kortweg Koninklijk Conservatorium Antwerpen. Sinds oktober 2013 is het Koninklijk Conservatorium Antwerpen een School of Arts van de AP Hogeschool Antwerpen, die ontstaan is uit een fusie tussen Artesis Hogeschool Antwerpen en Plantijn Hogeschool.

## Geschiedenis

### Muziek
In 1843 werkten de Antwerpse zangleraren Cornelius Schermers (1799-1870) en Frans Willem Aerts (1804-1864), de componist en kapelmeester van de Antwerpse kathedraal Jozef Bessems (1809-1892), en de fluitist J. Van den Bogaert (1802-1851) een plan uit om een Antwerpse muziekschool op te richten. Ze kregen de goedkeuring van het stadsbestuur en op 15 maart 1844 werd de École spéciale de musique de la Ville d'Anvers opgericht. Haar lokalen bevonden zich in het centrum van Antwerpen in een burgerswoning aan de Kaasstraat nabij de Suikerrui. In 1859 moest men uitbreiden en vond men bijkomende lokalen in gebouwen van het Bureel der Weldadigheid in de Blindestraat. Tot dan was de muziekschool een private onderneming geweest, zij het met subsidies van de stad. In 1859 nam de stad het bestuur over en werd de school "bevorderd" tot Stedelijke Muziekschool van Antwerpen of École de musique d'Anvers.
Toen Peter Benoit in 1867 werd gevraagd om directeur te worden, stelde hij als voorwaarde dat het een volledige Vlaamse muziekschool zou worden. Dit werd door de gemeenteraad aanvaard en de benaming werd nu eentalig Antwerpsche Vlaamsche Muziekschool. Benoit wilde graag naast de muziekschool ook ruimte voor een toneel- en concertzaal. Hoewel de stad begon met de eerste ontwerpen voor een conservatorium mét toneel- en concertzaal, werden die voorlopig niet uitgevoerd. In 1885-86 kreeg de school wel een eigen gebouw ter beschikking aan de Sint-Jacobsmarkt. Benoit stelde alles in het werk om de muziekschool tot Conservatorium te laten erkennen. In 1895 sloten de stad, de provincie en de staat een overeenkomst waarbij de staat de muziekschool van Antwerpen overnam om haar te hervormen tot een conservatorium. Zo werd bij Koninklijk besluit van 15 juni 1898 de Antwerpsche Vlaamsche Muziekschool tot Koninklijk Vlaams Conservatorium Antwerpen verheven. Daarmee werd het Antwerpse Conservatorium de eerste instelling voor hoger onderwijs in België met het Nederlands als voertaal. Zijn eerste directeur werd Peter Benoit met Edward Keurvels als zijn secretaris.

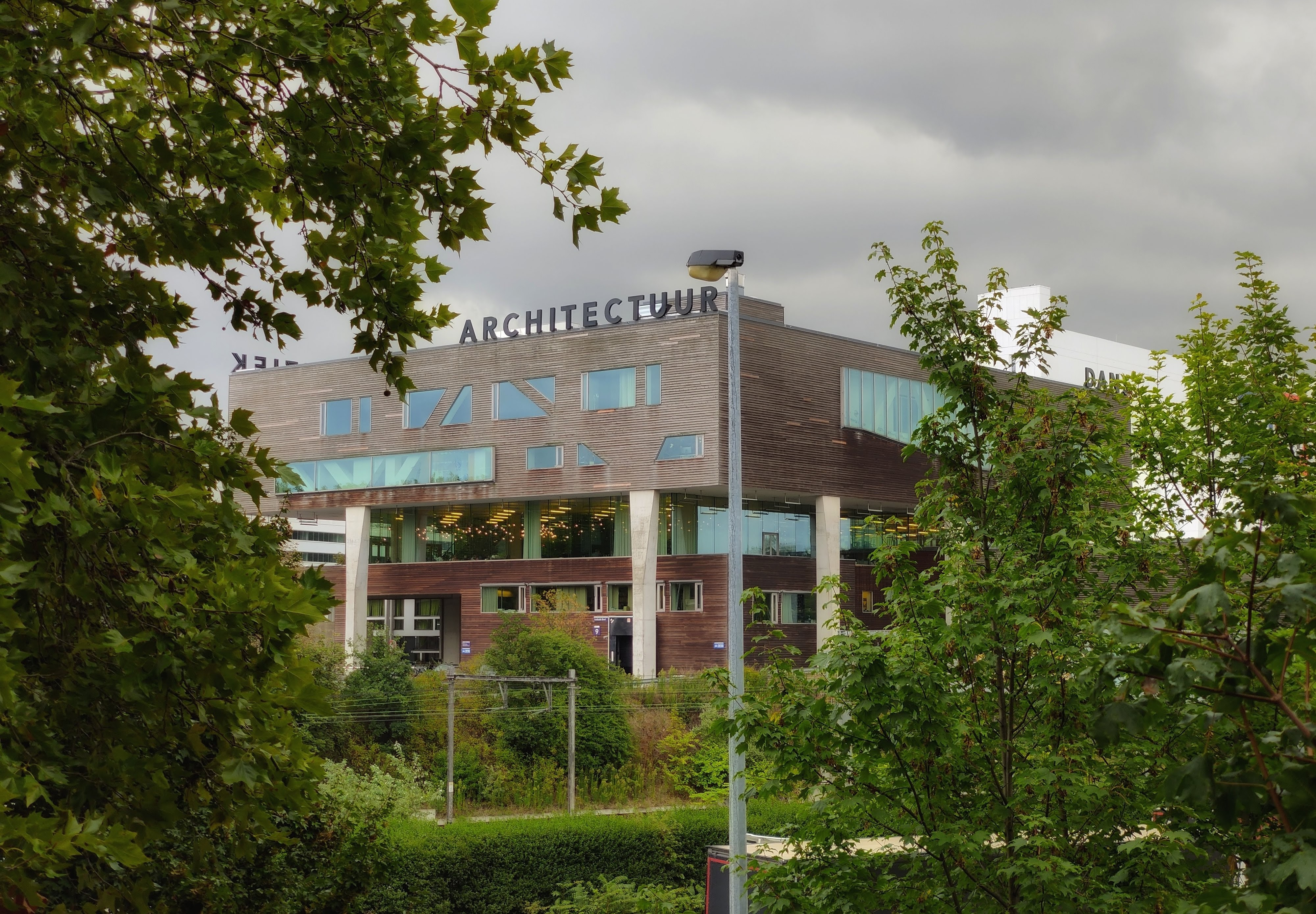
Deel van kunstencampus deSingel dat in 2010 werd bijgebouwd voor het Koninklijk Conservatorium Antwerpen

Een nieuw conservatoriumcomplex kwam tot stand in 1968 aan deSingel in Antwerpen. In 2010 werd de campus uitgebreid om alle podiumkunstopleidingen op één plaats bijeen te brengen.
Sinds meer dan honderd jaar worden er musici opgeleid: instrumentalisten, zangers, componisten, dirigenten en pedagogen. In 1993 kwam er naast de klassieke opleiding ook een optie Jazz en Lichte muziek. De organisatie van de opleidingen wordt geregeld volgens bepalingen van het decreet betreffende de Hogescholen in de Vlaamse Gemeenschap van 13 juli 1994. Een groot aantal laureaten van het Koninklijk Vlaams Conservatorium Antwerpen leverde een belangrijke bijdrage aan het Vlaamse en internationale muziekleven. Momenteel maken talrijke artiesten en pedagogen met faam deel uit van het docentenkorps.

### Drama
In het Koninklijk Vlaamse Conservatorium werd ook de theateropleiding ingepast. Peter Benoit voorzag drie opleidingen: gesproken toneel, gezongen toneel en lyrisch gesproken toneel. Maurits Sabbe was van 1907 tot zijn overlijden in 1938 lesgever en titularis in de toneelklas en bouwde de opleiding, vooral na 1917, gevoelig uit. In 1962 blies Luc Philips de opleiding nieuw leven in. Vanaf 1980 werd Dora van der Groen artistiek leider van de toneelafdeling en vernieuwde deze opleiding grondig. De generatie alumni uit die periode wordt met de term De Vlaamse Golf aangeduid, omwille van hun invloed op het Vlaamse theaterlandschap van de jaren 80 en 90. Onder meer Sam Bogaerts, Lucas Vandervost, Johan Van Assche, Tania Van der Sanden, Damiaan De Schrijver, Sara De Roo, Steven Van Watermeulen en Warre Borgmans worden hiertoe gerekend. Het Gezelschap Van De Witte Kraai (later De Tijd), STAN, Compagnie De Koe, Maten en De Roovers ontstonden vanuit het Conservatorium.

### Dans
De bacheloropleiding Dans vindt haar oorsprong in 'de Pedagogische Leergang voor Klassieke Dans en Bewegingsleer', in 1973 opgericht door het Ministerie voor Nederlandse Cultuur. Het initiatief kwam van Jeanne Brabants, die ook de Koninklijke Balletschool Antwerpen en het Koninklijke Ballet van Vlaanderen in het leven had geroepen. De Pedagogische Leergang wilde in eerste instantie danspedagogen opleiden voor de talrijke dans- en balletafdelingen verbonden aan de muziekconservatoria en -academies. De opleiding werd destijds gespreid over twee academiejaren met slechts 12 lesuren per week, maar evolueerde al snel naar een tweejarige voltijdse opleiding onder de naam ‘Rijksleergangen voor Danspedagogiek’. 
In 1988 werd de opleiding (toen het ‘Hoger Instituut voor Dans en Danspedagogie’) hervormd tot een driejarige dansopleiding met een aanvullend jaar, waarin de studenten het pedagogisch getuigschrift konden verwerven. De opties ballet en moderne dans en vanaf 1991 ook danstheater werden toegevoegd. Toen in 1994 het Hogescholendecreet de structuur van het hoger onderwijs grondig hervormde, werd de opleiding ondergebracht in het Departement Dramatische Kunst, Muziek en Dans van de Hogeschool Antwerpen, later Artesis Hogeschool. Met deze beweging vielen de opties weg en kreeg de opleiding een focus op hedendaagse dans. In 2010 trok de professionele bacheloropleiding Dans en de Lerarenopleiding in de vernieuwde campus van het Conservatorium aan de Desguinlei. Deze verhuis en de aansluiting bij de opleidingen Drama en Muziek zorgde voor een versterkte internationale uitstraling en nieuwe mogelijkheden tot  samenwerking met partners in huis.

## Opleidingen

### Professionele bachelor en master Dans
De bacheloropleiding Dans is een voltijdse professionele bachelor van drie studiejaren met 180 studiepunten. Tijdens de opleiding maken de studenten kennis met een verscheidenheid aan hedendaagse danstechnieken; ze werken met choreografen en artiesten uit binnen- en buitenland; ze worden uitgedaagd om hun eigen potentieel te ontwikkelen en een danskunstenaar te worden met een visie en authentieke persoonlijkheid.

### Academische bachelor en master Drama
De opleiding Drama omvat een waaier aan disciplines, waaronder schrijven, audiovisuele media, muziek, performance, teksttheater, spelen en theater maken. Voorheen was de opleiding onderverdeeld in de afstudeerrichtingen Kleinkunst, Woordkunst en Acteren. Vanaf schooljaar 2024-2025 kunnen studenten kiezen tussen de 3 trajecten: Muziek&Maken, Spelen&Maken, en Verhalen&Maken. In het eerste jaar zijn de programma’s nog grotendeels gelijk. In het tweede en derde bachelorjaar worden ze specifieker.

#### Muziek & Maken (voorheen Kleinkunst)
De afstudeerrichting Muziek & Maken leidt studenten op tot autonome podiumpersoonlijkheid. Studenten krijgen zangles, muziekles en theaterles. Onder andere Dries Helsen (coördinator) Herwig Illegems, Elke Dom, Johannes Genrard, Gode Kempen, Ellen Schoenaerts, Roy Arnouts en Yves Degryse geven of gaven les binnen de afstudeerrichting. 

#### Verhalen & Maken (voorheen Woordkunst)
De afstudeerrichting Verhalen & Maken richt zich op drie pijlers: media, schrijven en podium. Binnen die drie hoofdvakken wordt gezocht naar een manier om het best een verhaal te vertellen. Studenten krijgen les in onder andere interview, beelddocumentaire, theater, audiomontage en essayistiek. Onder andere Jurgen Delnaet (coördinator), Maud Vanhauwaert, Bart Moeyaert, Peter Verhelst, Maarten Inghels, Stijn Vranken, Charlotte van den Broeck, Astrid Haerens, Lara Taveirne, Maartje Wortel, Rosa Vandervost, Tine Van Aerschot, Mieke de Groote, Marieke Dillis, Katharina Smets,  Wim Dankaert, Yves Degryse, Annelies Moons, Joris Hessels, Layla El-Dekmak, Phara De Aguirre, Kristof Bilsen, Radna Fabias, Joke Emmers en Inne Eysermans geven of gaven les binnen de afstudeerrichting.

#### Spelen & Maken (voorheen Acteren)
De afstudeerrichting Spelen & Maken draait om het spelen van klassieke, moderne of hedendaagse toneelrepertoire. Onder andere Sara De Roo (coördinator), Robby Cleiren, Kuno Bakker, Yves Degryse, Joachim Robbrecht, Tine Van Aerschot, Anne-Laure Vandeputte en Rosa Vandervost geven of gaven les binnen de afstudeerrichting.

### Academische bachelor en master Muziek
- Instrument / zang
- Muziektheorie / schriftuur: compositie
- Directie (HaFaBra of koor of orkest)
- Compositie
- Jazz

In de volgende (hoofd)instrumenten:
Klassieke muziek: accordeon, althobo (vanaf de masterjaren), altviool, basklarinet (vanaf de masterjaren), cello, contrabas, contrafagot (vanaf de masterjaren), fagot, fluit, gitaar, harp, hobo, hoorn, klarinet, klavecimbel, orgel, percussie, piano, pianoforte (vanaf de masterjaren), piccolo (vanaf de masterjaren), saxofoon, trombone, trompet, tuba, viool, zang.
Jazz: basgitaar, contrabas, drums, fluit, gitaar, klarinet, piano, saxofoon, trombone, trompet, vibrafoon, zang.

Na het behalen van de titel 'Master in de muziek' is het mogelijk om zich verder te specialiseren in een postgraduaat Muziek - compositie, concertsolist: instrument, concertsolist: zang, jazz, kamermuziek, begeleiding en coaching orkestinstrument, Suzuki lerarenopleiding Viool ESA 1-3, Suzuki lerarenopleiding Viool ESA 4-5, kinder- en jeugdkoordirectie. In het postgraduaat krijgt de student de kans om zich te verdiepen en/ of te specialiseren in een bepaald aspect van de muziekpraktijk. Het aantal contacturen is vrij beperkt en er wordt een grote mate van zelfredzaamheid van de student verwacht.

### Educatieve Master Muziek en Podiumkunsten
- - Dans
  - Drama
  - Muziek

- Educatieve Bachelor Leraar Dans
- Educatief Graduaat Leraar Dans
- Voortgezette opleidingen

## Directies
Directeuren van Conservatorium Antwerpen:
- 1867-1901 - Peter Benoit
- 1901-1912 - Jan Blockx
- 1912-1924 - Emile Wambach
  - 1914-1919 - Nicolaas Jan Cuperus, dienstdoend directeur, tijdelijk door de bezetter vervangen door Paul Gilson van augustus tot november 1918
- 1924-1933 - Lodewijk Mortelmans
- 1933-1941 - Flor Alpaerts
- 1942-1944 - Jef Van Hoof
- 1944-1952 - Lodewijk de Vocht
- 1952-1968 - Flor Peeters
- 1968-1980 - Eugène Traey
- 1980-1991 - Kamiel Cooremans
- 1991-1996 - Michaël Scheck

Departementshoofden
Na het onderbrengen van het Conservatorium in de Artesis hogeschool, is de leiding toevertrouwd aan het departementshoofd:
- 1995-1997 - Michaël Scheck
- 1997-2001 - Herman Mariën
- 2001-2013 - Pascale de Groote

Hoofden van School of Arts
- 2013-2016 - Freddy Marien
- 2017-2023 - Stefaan De Ruyck
- 2024 - heden - Piet Menu

Pascale de Groote werd in 2013 algemeen directeur van de AP Hogeschool Antwerpen.

## Alumni

### Tot 1999

#### Dramatische kunst
- 1938: Hector Camerlynck
- 1938: Luc Philips
- 1941: Joris Collet
- 1943: Domien De Gruyter, Anton Peters
- 1947: Dora van der Groen
- 1959: Alex Cassiers
- 1960: Hilde Sacré
- 1961: Denise Zimmerman
- 1964: Rik Andries, Roger Bolders
- 1965: Eddy Asselbergs
- 1966: Marilou Mermans
- 1967: Hugo Sigal (Verbraeken)
- 1970: Toon Brouwers, Frans Maas, Walter Rits
- 1971: Herbert Flack, Hans Royaards
- 1973: Danni Heylen
- 1974: Leslie De Gruyter
- 1975: Camilia Blereau, Sien Eggers, Bob Snijers
- 1976: Marc Schillemans

#### Toneelklas Dora van der Groen
- 1977: Peggy De Landtsheer, Anke Helsen, Dirk Lavrysen
- 1978: Warre Borgmans, Vic De Wachter, Dimitri Dupont
- 1979: Luk Perceval, Johan Van Assche, Lucas Vandervost
- 1980: Ron Cornet
- 1982: Carry Goossens
- 1983: Dirk Tanghe, Bart Van Avermaet, Karen Van Parys
- 1984: Wim Danckaert, Tania Van der Sanden
- 1986: Frank Focketyn, Bart Slegers
- 1987: Bas Teeken, Dirk Tuypens, Peter Van den Eede
- 1989: Damiaan De Schrijver, Frank Vercruyssen
- 1991: Sara De Roo, Steven Van Watermeulen
- 1994: Robby Cleiren, Sara De Bosschere, Luc Nuyens, Tom Van Dyck
- 1995: Benjamin Verdonck
- 1997: Dimitri Leue
- 1999: Maarten Claeyssens, Jurgen Delnaet

#### Woordkunst
- 1947: Dora van der Groen
- 1958: Hilde Sacré
- 1961: Denise Zimmerman
- 1966: Marilou Mermans, Annelies Vaes
- 1968: Mia Van Roy
- 1969: Toon Brouwers, Bruno Schevernels
- 1970: Walter Rits
- 1973: Suzanne Saerens
- 1975: Sien Eggers, Bob Snijers
- 1976: Marc Schillemans
- 1977: Jos Geens
- 1981: Mieke De Groote
- 1986: Andrea Croonenberghs
- 1987: Michiel Devlieger, Arlette Sterckx
- 1991: Friedl' Lesage, Albrecht Wauters
- 1992: Anja Daems
- 1997: Bruno De Lille

### Van 1999 tot 2008 (Herman Teirlinck Instituut)

#### Acteren
- 2000:
  - klas Dora: Valentijn Dhaenens, Mathijs Scheepers, Clara van den Broek, Korneel Hamers
  - klas Studio: Natali Broods, Karolien De Beck, Kristien De Proost, Ini Massez, Isabelle Van Hecke
- 2001:
  - klas Studio: Maarten Bosmans, Jeroen Perceval
- 2002:
  - klas Studio: Bert Haelvoet
- 2003:
  - klas Dora: Sus Slaets
  - klas Studio: Benny Claessens, Stefaan Degand, Kevin Janssens, Kyoko Scholiers
- 2004:
  - klas Studio: Joke De Bruyn
- 2005:
  - klas Dora: Rosa Vandervost
  - klas Studio: Ayesha Künzle, Maaike Neuville, Charlotte Vandermeersch
- 2006: Thomas Ryckewaert, Jonas Van Geel, Oscar Van Rompay
- 2007: Karel Tuytschaever

#### Woordkunst
- 2000: Ruth Joos
- 2003: Anneleen Liégeois
- 2004: Lore Dejonckheere
- 2005: Sofie Lemaire, Elke Van Mello
- 2006: Lotte Mariën, Linde Merckpoel, Lieselot Ooms
- 2007: Sam De Bruyn

#### Kleinkunst
- 2001: Nico Sturm, Stefaan Van Brabandt, Frank Mercelis
- 2002: Roy Aernouts, Jeroen Van Dyck, Abke Haring, Rik van Geel
- 2003: Louis van der Waal
- 2004: Mira Bertels, Line Van Wambeke (Lyne Renée),
- 2005: Riet Muylaert
- 2006: Frederik Huys
- 2007: Hannelore Bedert

### Van 2008 tot heden (Koninklijk Conservatorium /AP Hogeschool Antwerpen)

#### Acteren
- 2008: Michael Vergauwen
- 2009: Stef Aerts, Matteo Simoni, Rik Verheye, Bart Hollanders
- 2012: Reindert Vermeire
- 2021: Eliza Stuyck
- 2023: Lilith Pas

#### Woordkunst
- 2009: Lotte Lesage, Marieke Dilles
- Carmien Michels
- Maud Vanhauwaert
- Astrid Haerens
- Charlotte van den Broeck
- Tiemen Hiemstra
- Rashif El Kaoui
- Nele Eeckhout
- Siona Houthuys
- Mirke Kist
- 2014: Vincent van Meenen
- 2017: Tijmen Govaerts

#### Kleinkunst
- 2008: Katrin Lohmann, Liesa Van der Aa
- 2009: Brechtje Kat
- Fien Van der Aa